# Asphodèle d'Arrondeau
Variété
Synonymes
- Asphodelus albus var. arrondeaui (J.Lloyd) Rouy[1]
- Asphodelus macrocarpus subsp. arrondeaui (J.Lloyd) Rivas Mart.[1]

L'Asphodèle d'Arrondeau, ou Bâton blanc d'Arrondeau,  Asphodelus macrocarpus var. arrondeaui (Basionyme : Asphodelus arrondeaui), est une variété de plantes à fleurs de la famille des Liliaceae selon la classification classique de Cronquist (1981) ou de la famille des Xanthorrhoeaceae selon la classification phylogénétique APG III (2009) et de la famille des Asphodelaceae selon la classification phylogénétique APG IV (2016). 
C'est une plante herbacée présente du nord du Portugal au nord ouest de l'Espagne et en France. Elle est fréquente en Bretagne, par exemple dans la tourbière du Mendy à cheval sur les communes du Cloître-Saint-Thégonnec et de Berrien, autour de la chapelle Sainte-Barbe du Faouët ou dans le pays de Questembert, où on a donné son nom à une salle de spectacle, L'Asphodèle. Menacée de disparition, c'est une espèce protégée.
Sa taxinomie n'est toujours pas vraiment résolue. Selon les auteurs, elle est considérée comme une espèce, ou comme une sous-espèce ou comme une variété, soit d’Asphodelus albus (Asphodèle blanc), soit d’Asphodelus macrocarpus.